# Natzwiller
Natzwiller è un comune francese di 614 abitanti situato nel dipartimento del Basso Reno nella regione del Grand Est.
Nei suoi pressi si trovava il lager nazista di Natzweiler-Struthof.

## Società

### Evoluzione demografica
Abitanti censiti